# Hot 'n' Juicy
Hot 'n' Juicy fue un dúo de cantantes, que estuvo conformado por Emma Lanford y Nadine Richardson. Participaron en la versión de 1998 de la canción de Mousse T. fue un éxito para la banda sonora de South Park, "Horny" y en el 2006 en el tema de bastard pop "Horny as a Dandy". Fueron residentes de un departamento en Lee Bank, un estado de Birmingham, en Inglaterra.